# Mariana Limbău
Mariana Limbău, née le 25 août 1977 à Vadu Moldovei, est une kayakiste roumaine pratiquant la course en ligne.

## Biographie
Aux Jeux olympiques d'été de 2000 à Sydney, Mariana Limbău est médaillée de bronze du 500 mètres en kayak à quatre ; elle est aussi quatrième de la finale du 500 mètres en kayak biplace.
Elle met un terme à sa carrière le 21 mars 2008.

## Palmarès

### Jeux olympiques
- Jeux olympiques d'été de 2000 à Sydney
  -  Médaille de bronze en K4 500 m